# Liste des sites Ramsar en Tchéquie
Cet article recense les zones humides de Tchéquie concernées par la convention de Ramsar.

## Statistiques
La convention de Ramsar est entrée en vigueur en République tchèque le 1er janvier 1993.
En janvier 2020, le pays compte 14 sites Ramsar, couvrant une superficie de 602,07 km2.

## Liste
| Site                                          | Région                       | Notes | Date             | Superficie (km²) | Altitude (m)  | Identifiant Ramsar | Identifiant WDPA | Coordonnées                       | Photo |
| --------------------------------------------- | ---------------------------- | ----- | ---------------- | ---------------- | ------------- | ------------------ | ---------------- | --------------------------------- | ----- |
| Tourbières de Bohême (cs)                     | Plzeň, Bohême-du-Sud         |       | 2 juillet 1990   | 63,71            | 730 - 1 200   | 494                | 903040           | 49° 04′ 59″ nord, 13° 25′ 01″ est |       |
| Étangs de Třeboň                              | Bohême-du-Sud                |       | 2 juillet 1990   | 101,65           | 420 - 450     | 495                | 67871            | 48° 37′ 59″ nord, 14° 49′ 01″ est |       |
| Étangs de Novozámecký et Břehyňský (cs)       | Liberec                      |       | 2 juillet 1990   | 9,23             | 250 - 272     | 496                | 67872            | 50° 37′ 01″ nord, 14° 34′ 01″ est |       |
| Étangs de Lednice (cs)                        | Moravie-du-Sud               |       | 2 juillet 1990   | 6,50             | 170 - 175     | 497                | 67873            | 48° 46′ 01″ nord, 16° 46′ 59″ est |       |
| Zones humides de la basse-Dyje                | Moravie-du-Sud               |       | 26 octobre 1993  | 115,25           | 152 - 180     | 635                | 95326            | 48° 49′ 59″ nord, 16° 45′ 00″ est |       |
| Tourbières de Třeboň (cs)                     | Bohême-du-Sud                |       | 26 octobre 1993  | 11,00            | 410 - 490     | 636                | 95327            | 49° 00′ 00″ nord, 14° 49′ 01″ est |       |
| Tourbières de Krkonoše                        | Hradec Králové               |       | 2 novembre 1993  | 2,30             | 1 300 - 1 440 | 637                | 94067            | 50° 43′ 59″ nord, 15° 42′ 29″ est |       |
| Litovelské Pomoraví (cs)                      | Olomouc                      |       | 26 octobre 1993  | 51,22            | 220 - 250     | 638                | 94068            | 49° 42′ 00″ nord, 17° 04′ 59″ est |       |
| Poodří (cs)                                   | Moravie-Silésie              |       | 2 novembre 1993  | 54,50            | 214 - 298     | 639                | 95330            | 49° 42′ nord, 18° 03′ est         |       |
| Ruisseaux de Liběchovka et Pšovka (cs)        | Bohême centrale              |       | 13 novembre 1997 | 3,50             | 175 - 290     | 922                | 145814           | 50° 25′ 01″ nord, 14° 30′ 00″ est |       |
| Rivières souterraines de Punkva               | Moravie-du-Sud               |       | 18 mars 2004     | 15,71            | 320 - 570     | 1413               | 902388           | 49° 25′ 01″ nord, 16° 43′ 59″ est |       |
| Tourbières de Krušnohorská                    | Ústí nad Labem, Karlovy Vary |       | 3 juin 2005      | 112,24           | 730 - 1 115   | 1670               | 555592848        | 50° 31′ 01″ nord, 13° 10′ 01″ est |       |
| Sources de la Jizera                          | Liberec                      |       | 13 février 2012  | 23,03            | 795 - 1 035   | 2074               | 555549478        | 50° 50′ 35″ nord, 15° 18′ 14″ est |       |
| Sources et marais de la forêt de Slavkov (cs) | Karlovy Vary                 |       | 13 février 2012  | 32,23            | 631 - 961     | 2075               | 555549479        | 50° 02′ 20″ nord, 12° 44′ 06″ est |       |